# El Pont de Bar
El Pont de Bar är en kommun i Spanien.   Den ligger i provinsen Província de Lleida och regionen Katalonien, i den nordöstra delen av landet, 500 km öster om huvudstaden Madrid. Antalet invånare är 184. Arean är 43 kvadratkilometer. El Pont de Bar gränsar till Lles de Cerdanya, Les Valls de Valira, Montellà i Martinet, Cava, Arsèguel och Estamariu. 
Terrängen i El Pont de Bar är kuperad åt sydost, men åt nordväst är den bergig.